# ヌーレ
ヌーレ（イタリア語: Nule）は、イタリア共和国サルデーニャ自治州サッサリ県にある、人口約1,400人の基礎自治体（コムーネ）。

## 地理

### 位置・広がり

#### 隣接コムーネ
隣接するコムーネは以下の通り。括弧内のNUはヌーオロ県所属を示す。
- ベネトゥッティ
- ビッティ (NU)
- オルーネ (NU)
- オジッダ (NU)
- パッターダ